# Mosquée de Çamlıca
La mosquée de Çamlıca () est une mosquée située dans le quartier d'Üsküdar, sur la rive asiatique d'Istanbul, au sommet de la colline éponyme qui est l'une des plus hautes de la ville. Elle a été inaugurée le 3 mai 2019, en présence du président Recep Tayyip Erdoğan.
Elle est l'une des plus importantes mosquées du pays, avec six minarets et une capacité d'accueil de 63 000 personnes. Ses plus haut minarets mesurent 107,1 mètres, en plus d'une coupole de 34 mètres de diamètre. Au lieu de culte à proprement parler s'adjoignent diverses infrastructures, comme un musée, des ateliers d'artistes, une bibliothèque, ou une salle de conférences.

## L'architecture d'une mosquée impériale

### Construction
La livraison de la mosquée était initialement prévue pour la mi-2016. L'inauguration a finalement eu lieu en mai 2019. Le coût de la construction, initialement estimé à 43 millions d'euros et devant être pris en charge par des donateurs privés, s'est finalement élevé à 90 millions d'euros. Ses architectes sont Bahar Mızrak et Hayriye Gül Totu.

### Organisation générale
Ses minarets longs et fins dits « en crayon » et la taille et la hauteur de sa coupole principale à laquelle s'adjoignent des demi-coupoles latérales descendant en cascade l'inscrivent dans le style ottoman inspiré de l'architecture religieuse byzantine, et perfectionné notamment par l'architecte Sinan sous le règne de Soliman le Magnifique au XVIe siècle. 

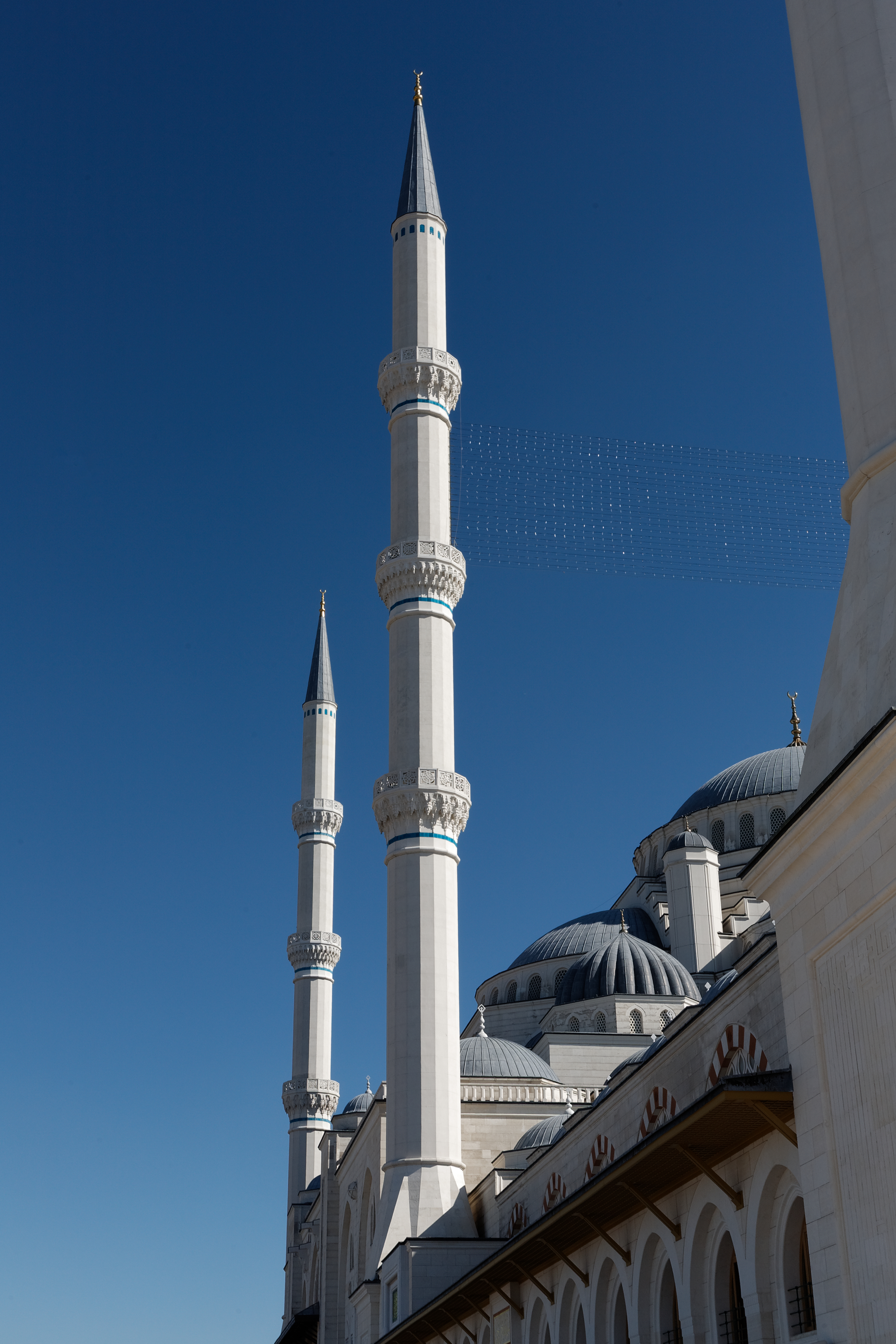
Coupoles en cascades et minarets de la face orientale de la mosquée
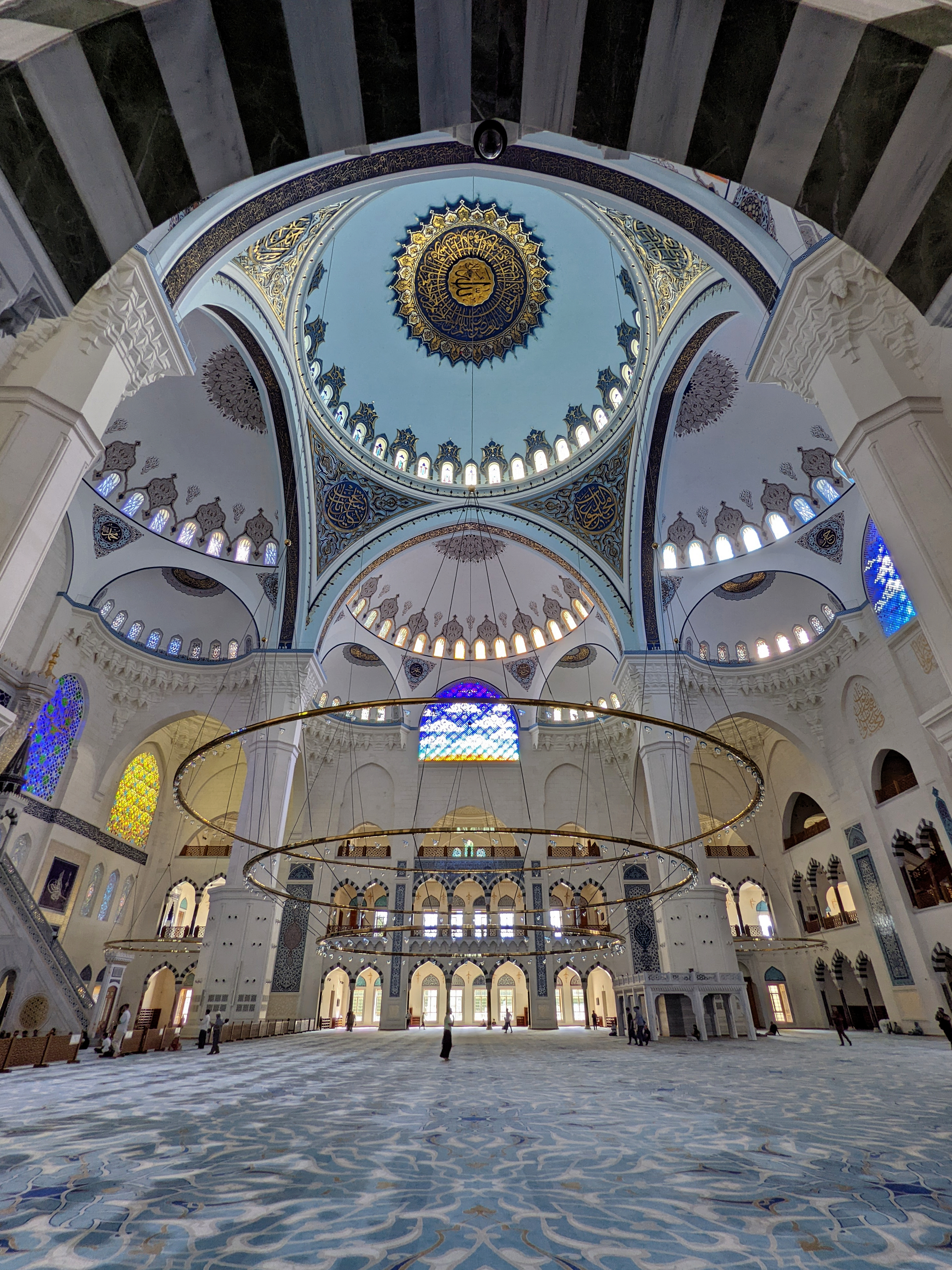
Intérieur de la mosquée de Çamlıca

La mosquée de Çamlıca présente également la particularité de posséder une vaste cour d'entrée fermée, appelée en turc une avlu. Or, « la cour (avlu) est l'apanage des mosquées impériales ». 

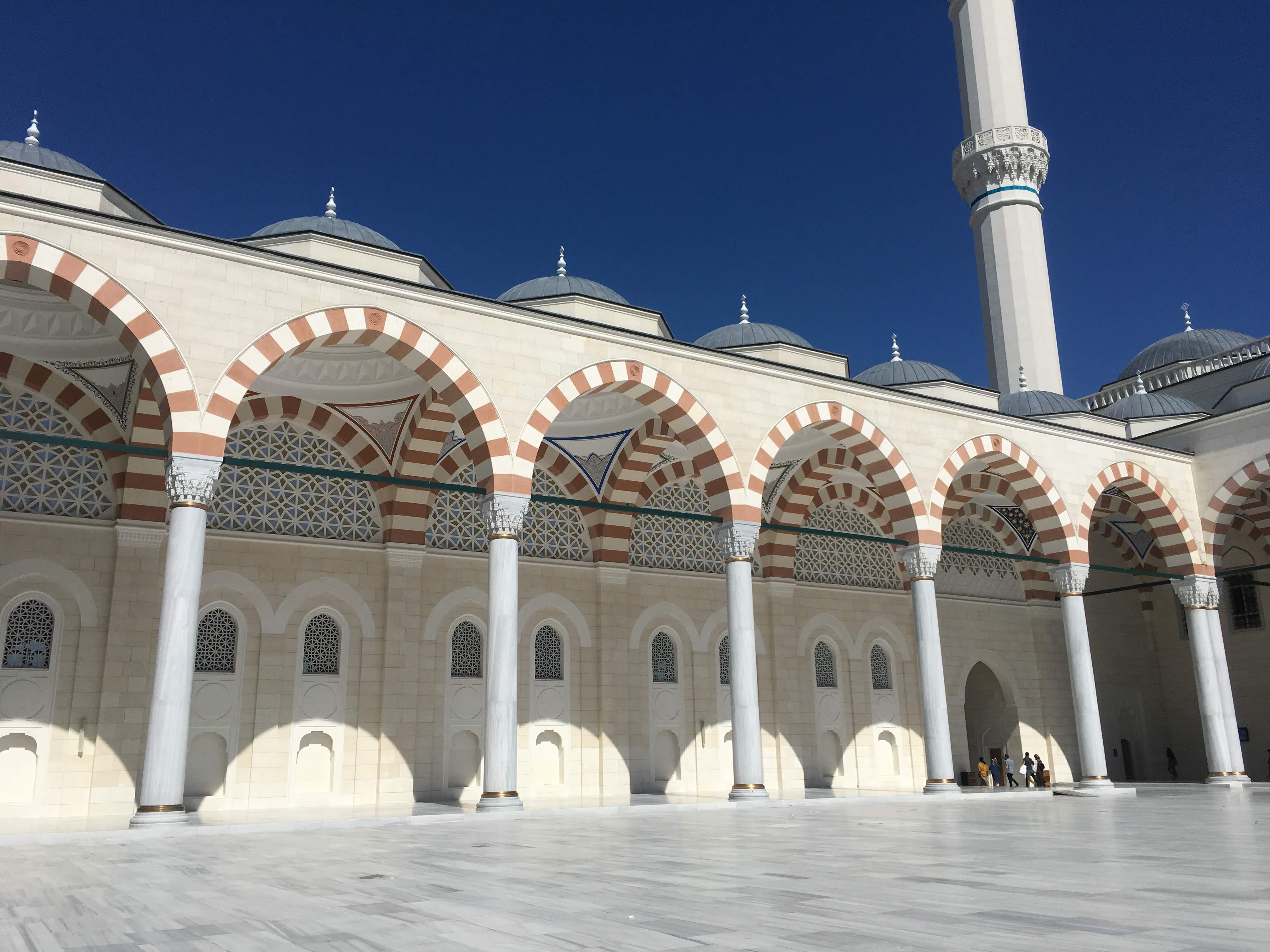
Cour de la mosquée de Büyük Çamlıca

En outre, là où « [la] plupart des mosquées turques n’ont qu’un seul minaret », les mosquées plus importantes en possèdent deux, voire quatre pour les mosquées impériales. La mosquée de Sultan Ahmet à Istanbul, généralement appelée mosquée bleue, était depuis sa construction au début du XVIIe siècle la seule à en posséder six, avant que ne soit construite la mosquée de Çamlıca.

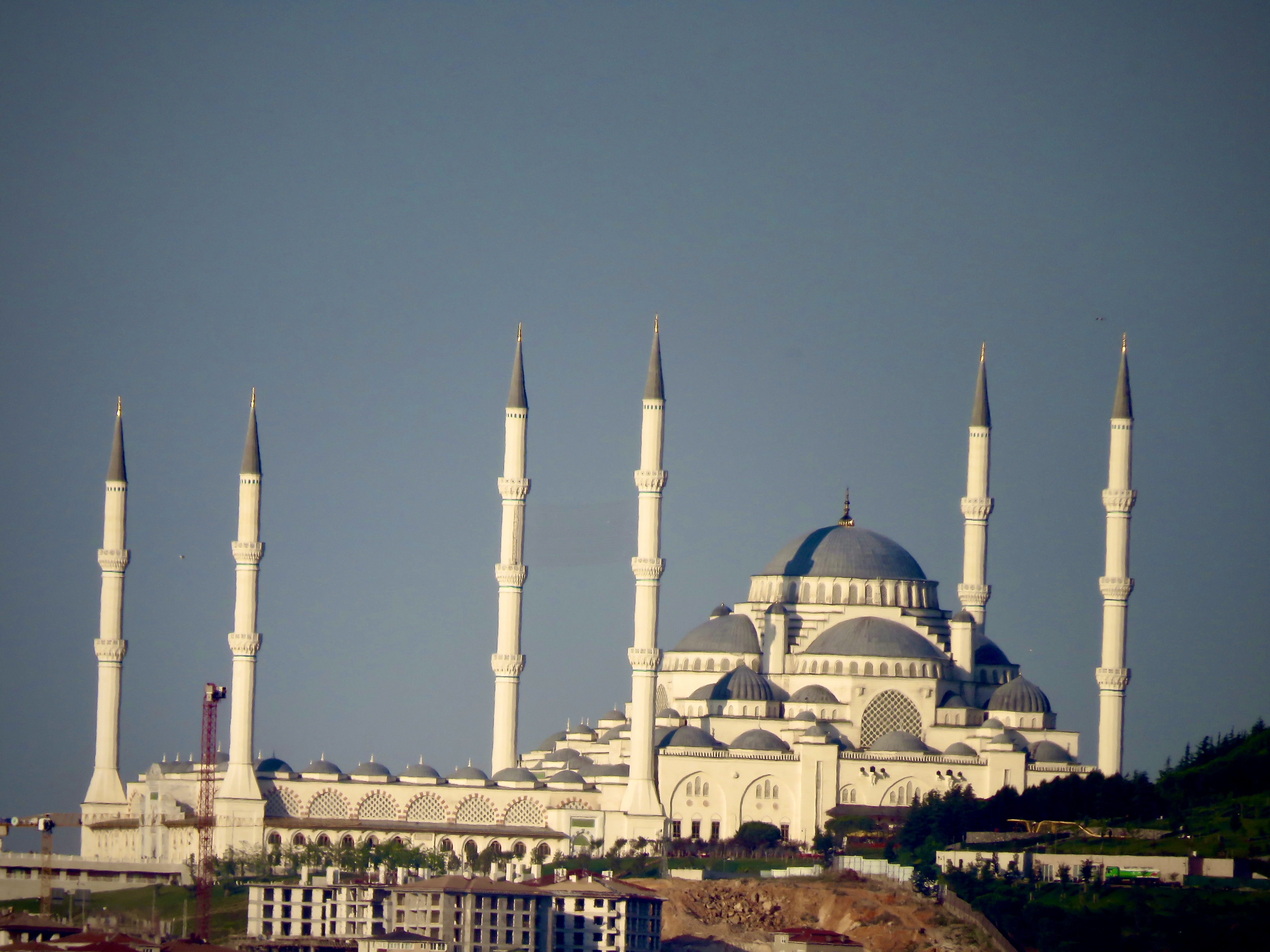
Les six minarets « en crayon » de la mosquée

## Un symbole de la Turquie d'Erdoğan
Toutes ces références à l'architecture ottomane visent, malgré la fin de l'empire, à inscrire la mosquée dans la suite d'autres mosquées illustres comme la mosquée Beyazit II à Istanbul ou la Selimiye d'Edirne. Ces choix architecturaux s'inscrivent dans le tournant politique actuel dit néo-ottoman du régime au pouvoir depuis 2002. De ce point de vue, la mosquée de Çamlıca peut être opposée à la mosquée Sancaklar (en) « aux lignes ultra-contemporaines » de l'architecte Emre Arolat bâtie en 2013 dans le district de Büyükçekmece à Istanbul, qui propose à quelques années d'intervalle une autre piste architecturale qui n'a pour l'instant pas été reprise.
La mosquée de Çamlıca est un nouveau haut-lieu, un géosymbole pensé pour être un marqueur paysager et architectural à la fois pour la ville d'Istanbul et pour le régime AKP. Le géographe Jean-François Pérouse la décrit comme une « performance technico-symbolique » conçue par le régime en vue de doter la « Nouvelle Turquie » d'une « "mégamosquée" appelée à devenir la nouvelle Sainte-Sophie et le nouveau landmark de l’ancienne capitale impériale désormais reformatée à l’aune du Parti de la justice et du développement (AKP) ».
À cette fin, elle a été bâtie sur la plus haute des collines du quartier de Çamlıca, dans le district d'Üsküdar. Elle est ainsi visible depuis une grande partie de la ville, et notamment depuis la rive européenne, marquant de sa forme la skyline de la rive asiatique aux côtés de la tour de transmission de Küçük Çamlıca qui a été bâtie à la même époque en remplacement de l'ancienne tour TRT.

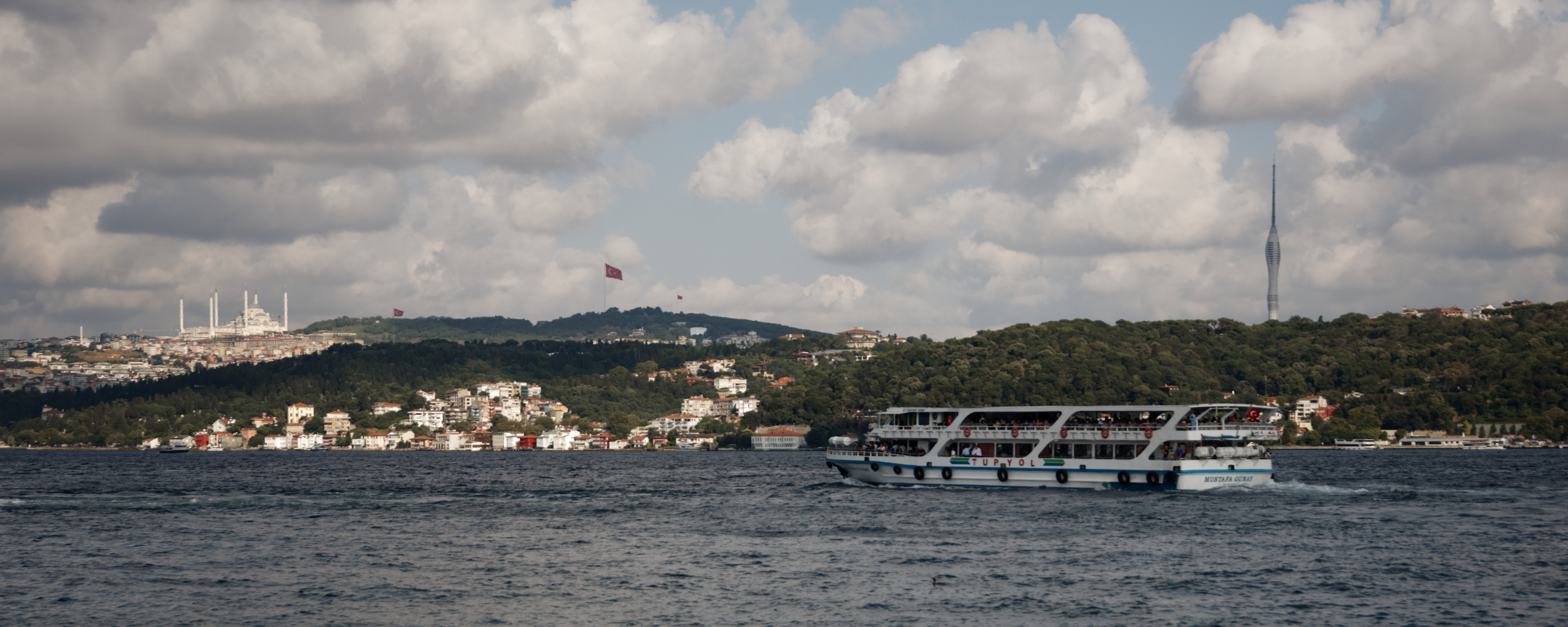
Photographie panoramique de la rive asiatique d'Istanbul prise depuis le quai des ferries du quartier de Beşiktaş, sur la rive européenne. Au premier plan, le Bosphore sur lequel navigue un vapur, ou ferry stambouliote. Au deuxième plan, les espaces urbanisés et les parcs du quartier d'Üsküdar sur la rive asiatique du Bosphore. Au troisième plan, sur les sommets des collines de Çamlıca, et de gauche à droite : la grande mosquée de Çamlıca inaugurée en 2019; un grand drapeau turc monté sur un mât de quelques dizaines de mètres de haut; et la nouvelle tour de télécommunication et radiodiffusion inaugurée en 2021.

Les 107,1 mètres de hauteur des plus grands minarets évoquent la bataille de Mantzikert, victoire des turcs seldjoukides contre l’Empire byzantin en 1071, considérée comme événement  fondateur de l’occupation par les turcs de l’Anatolie, et faisant partie de l’imaginaire national au même titre que la date de 1453. 
La Turquie d’Erdogan souhaite ainsi s’inscrire dans la continuité d’une histoire perçue comme glorieuse.

## Transports
La mosquée sera accessible par une station de métro dédiée qui sera inaugurée en Juillet 2024 (bien qu'elle apparaisse déja sur les cartes et plans de transport de la ville) ou encore en empruntant le bus 15C directement depuis la gare maritime d’Uskudar.